# Kotlina Sanocka

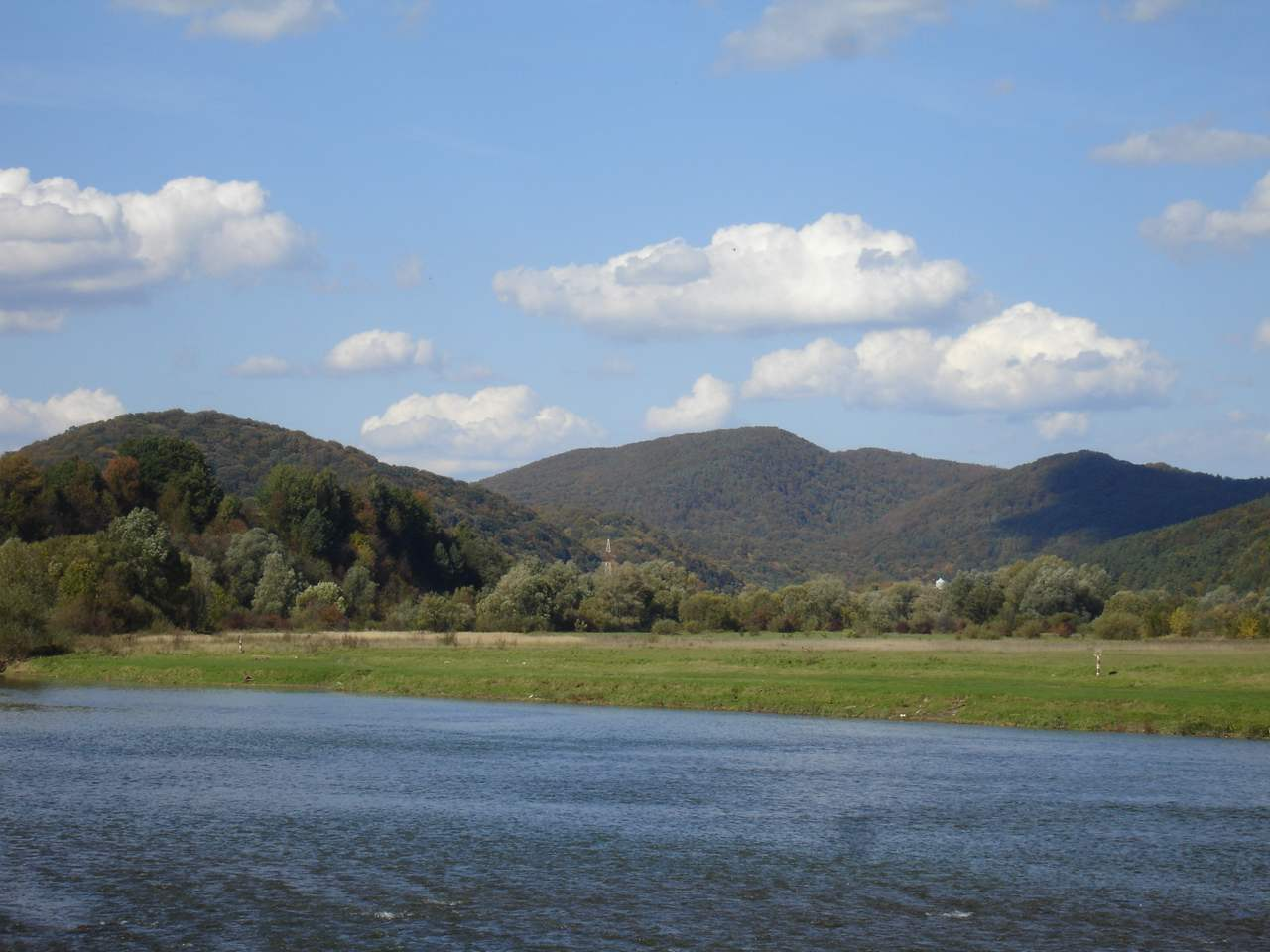
Północna część Kotliny ograniczona przełomowym odcinkiem Sanu pomiędzy Trepczą a Mrzygłodem. W tle Horodyszcze. 2008

Kotlina Sanocka – mikroregion geograficzny w południowo-wschodniej Polsce. Kotlina zajmuje wąskie, równoleżnikowe obniżenie terenu o przebiegu z południowego wschodu na północny zachód, obejmuje pas niskich wzgórz i kotlin o wysokościach ok. 290–300 m n.p.m., ograniczonym od południowego zachodu Pasmem Wiechy, należącym do Pogórza Bukowskiego i Kliszkowymi Wyżniami (472 m n.p.m.) (będącymi już pasmem wzgórz wewnątrz Dołów Jasielsko-Sanockich) i odgraniczające kotlinę od Kotliny Haczowskiej. Od północnego zachodu kotlinę ogranicza w południowej części Pasmo Olchowieckie Gór Słonnych należące do Gór Sanocko-Turczańskich, a na północ od Przełomu Sanu w Trepczy Masyw Kopacza i Wroczeń należące do Pogórza Dynowskiego. Kotlina na północnym zachodzie przechodzi w Kotlinę Haczowską (280–300 m n.p.m.), tworząc z pozostałymi Kotlinę Jasielsko-Krośnieńską (513.67) będącą częścią Dołów Jasielsko-Sanockich. Wzgórze Adamcza (408 m n.p.m.) oddziela Północną część Kotliny Sanockiej od niewielkiej kotliny zajmowanej przez wsie Prusiek, Niebieszczany, Pobiedno, ograniczone Partyją Bukowicką (542 m n.p.m.), Pasmem Wiechy i Pasmem Żurawinki, opisywanej czasem jako fragment Kotliny Sanockiej. Południowo-wschodnią granicę kotliny stanowi pasmo boczne Pasma Wiechy z kulminacją Księża Góra (488 m n.p.m.) i dalej wzgórze Kocaby do zwężenia doliny Sanu w okolicy Góry Sobień.

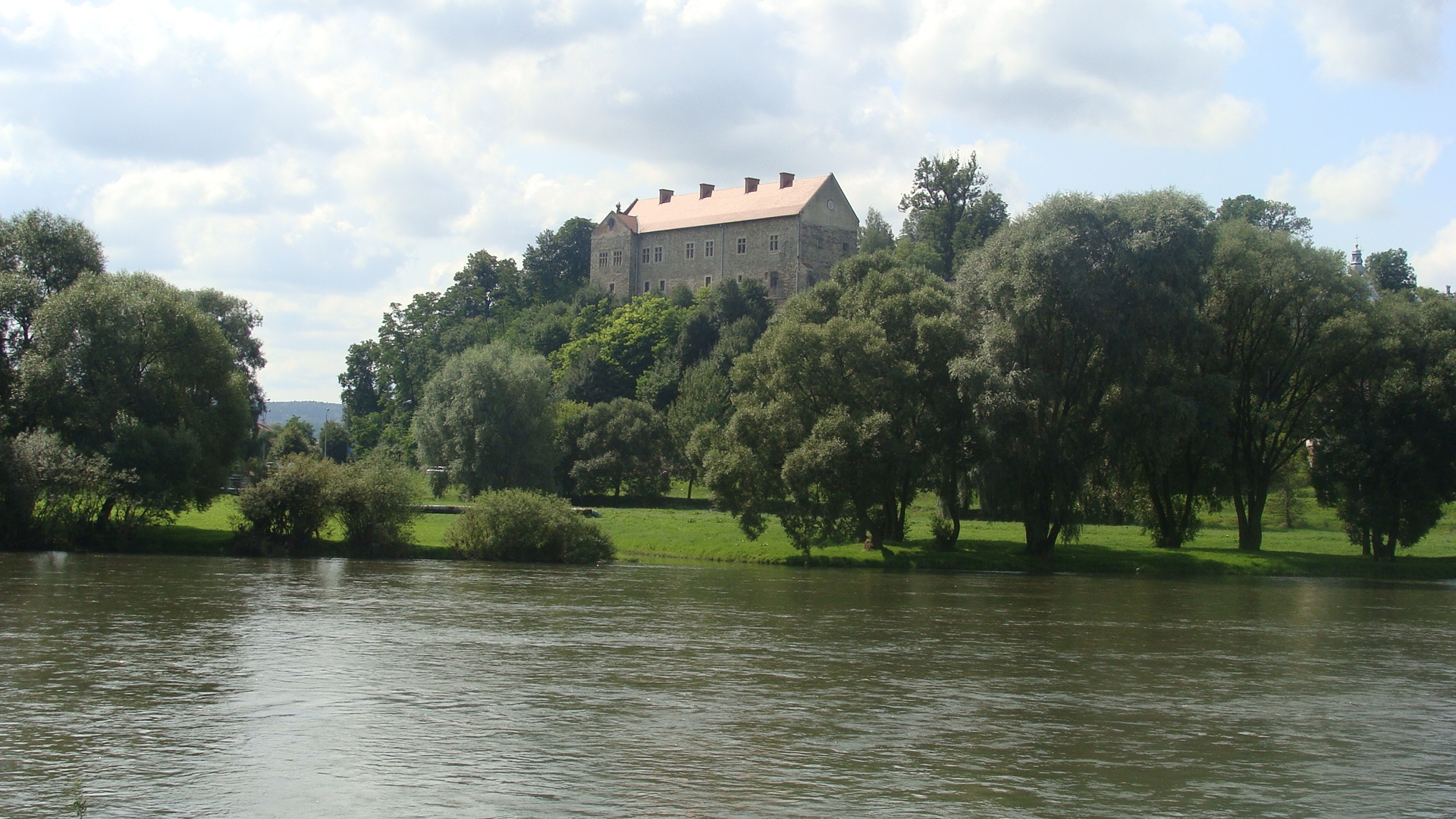
Zamek Królewski w Sanoku położony nad Sanem w Kotlinie Sanockiej.

Kotlina ograniczona jest od północy przełomowym odcinkiem Sanu pomiędzy Trepczą a Mrzygłodem.

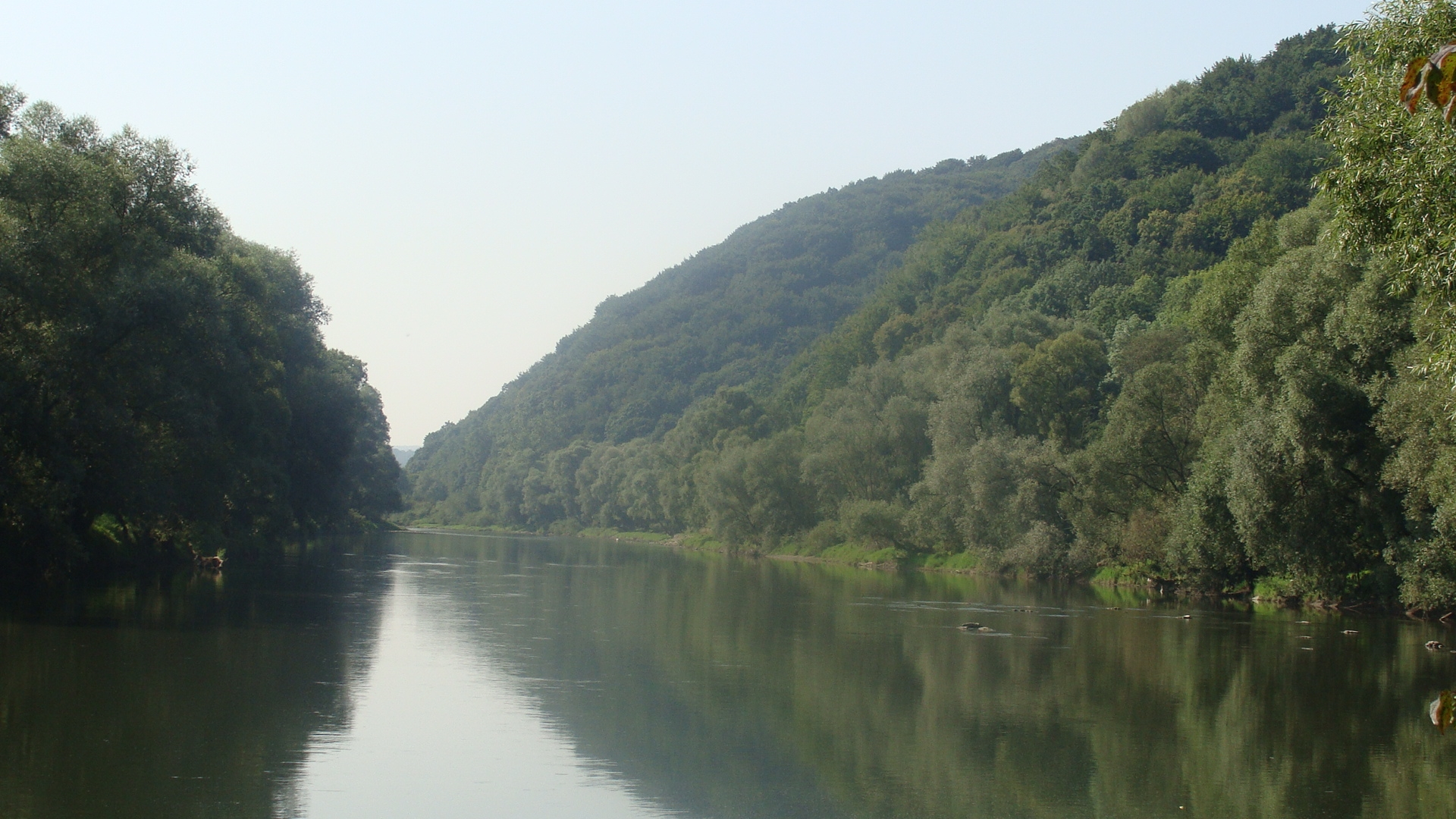
Przełom międzybrodzki na odcinku Sanu pomiędzy Trepczą a Międzybrodziem u podnóża Horodyszcza.

Historyczne Doły Sanockie lub Podole Sanockie, obejmujące powiat Krosno, oraz część powiatów Sanok i Brzozów w Galicji.
Przez obszar Kotliny przepływają rzeki: San i Sanoczek z licznymi dopływami.  Najcenniejszym gatunkiem w drzewostanie regionu jest buk, który jest głównym gatunkiem lasotwórczym, zajmującym 50% pow. nadleśnictwa brzozowskiego. Następnym gatunkiem jest jodła. Sosna zajmuje obszary gruntów porolnych. Gatunki główne uzupełniają mniej liczne, przede wszystkim brzoza, dąb, olsza szara, grab.
W miejscu największego przewężenia Sanu tzw. przełomu międzybrodzkiego, zamykającego od północy wylot Kotliny Sanockiej w miejscowości Trepcza  znajduje się wczesnośredniowieczna osada tzw. Horodyszcze. 
Gleby są tu urodzajne, teren płaski lub lekko pofałdowany, dlatego cały obszar Kotliny to tereny rolnicze, zajęte pod osadnictwo już od wczesnego średniowiecza. Cechą charakterystyczną zachodniej części Kotliny Sanockiej są porywiste ciepłe wiatry zwane fenami wiejące od południa poprzez Przełęcz Dukielską.
Po prawej stronie Sanu w Sanoku na południowych stokach grupy Orlego Kamienia zlokalizowane jest Muzeum Budownictwa Ludowego w Sanoku, wykorzystujące ukształtowanie terenu do odtworzenia wyglądu naturalnego otoczenia budownictwa Pogórzan, Łemków i Bojków.
Główne miejscowości: Sanok, Czerteż, Zahutyń, Trepcza, Zabłotce, Jurowce, Strachocina, Kostarowce.
Przez Kotlinę prowadzą drogi krajowe DK84 oraz DK28.